# Carbanione

Carbanione

Carbanione

Un carbanione è una specie chimica che presenta una carica negativa su un atomo di carbonio. È un forte nucleofilo la cui stabilità e reattività dipende dell'intorno chimico cioè dal tipo di atomi legati al carbonio portante la carica negativa.
Tra i fattori che stabilizzano la carica si hanno:
- effetto induttivo: atomi elettronegativi legati al carbonio stabilizzano la carica;
- ibridazione: la stabilità cresce al crescere del carattere s dell'orbitale ibrido del carbonio;
- coniugazione: la carica viene stabilizzata per risonanza.

## Esempi di carbanioni
I carbanioni sono intermedi di alcune reazioni chimiche, importanti perché, essendo il carbonio portante la carica negativa un forte nucleofilo, può reagire con specie chimiche a carattere elettrofilo, ad esempio con un idrocarburo alogenato, attraverso una reazione di sostituzione nucleofila, portando alla formazione di nuovi legami carbonio-carbonio. Ad esempio:
- Gli alchini reagiscono con NaNH2(Ammoniuro di sodio) e dare il sodio-derivato:

HC≡CH + NaNH2 → HC≡CNa
- che per reazione con lo iodometano porta alla formazione del propino:

HC≡CNa + CH3I → HC≡C-CH3
- Reattivi di Grignard: (carbanione mascherato)

R3CBr + Mg → R3CMgBr
- Nei composti carbonilici quali aldeidi e chetoni si hanno varie reazioni del carbonio in α il gruppo carbonilico il cui meccanismo porta alla formazione di una carica negativa su tale carbonio.